# 三本滝
三本滝（さんぼんだき）は、長野県松本市安曇地区にある滝。小大野川、黒い沢、無名沢の3本の河川の合流地点の直近にあるため、「三本滝」という名称通り、3本の滝が横に並んでいる。日本の滝百選の1つ。長野県指定名勝。
乗鞍岳の麓、乗鞍高原の最上部に位置し、善五郎の滝、番所大滝と共に「乗鞍三滝」と称される。
日本では、他にも富山県の称名滝周辺で3本の滝が並ぶ様子を見ることができるが、こちらは季節や水量によって左右される。

## 交通アクセス
- アルピコ交通バス、乗鞍山頂シャトルバス、乗鞍高原周遊シャトルバス。「三本滝バス停」より「かもしかの小径」を徒歩25分。
- 「三本滝駐車場」（「三本滝バス停」に隣接）より「かもしかの小径」を徒歩25分。
- 以前は鈴蘭地区の「鈴蘭橋」より登山道を経由して三本滝へ至る道もあったが、2004年秋に台風により崖崩れが発生し、通行不能となっている。ただし、崩落部分は登山道との分岐より三本滝側のため、登山道自体は通行できる。
- 「三本滝バス停」、「三本滝駐車場」に隣接する「三本滝ゲート」より乗鞍山頂方面の長野県道84号乗鞍岳線（乗鞍エコーライン）は通年マイカー規制により、バス、タクシー、自転車以外の車両は通行できない。

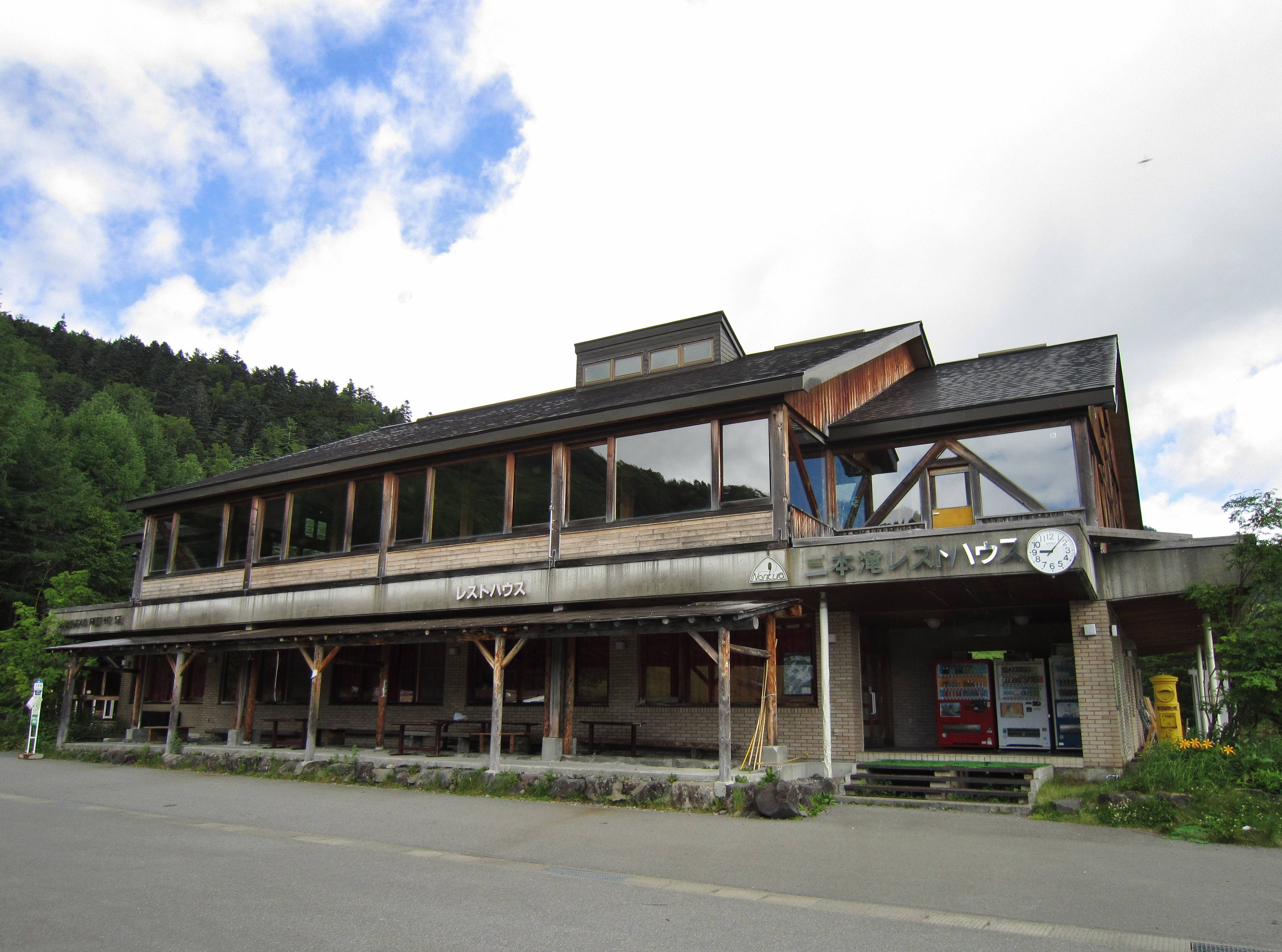
三本滝レストハウス

## ギャラリー

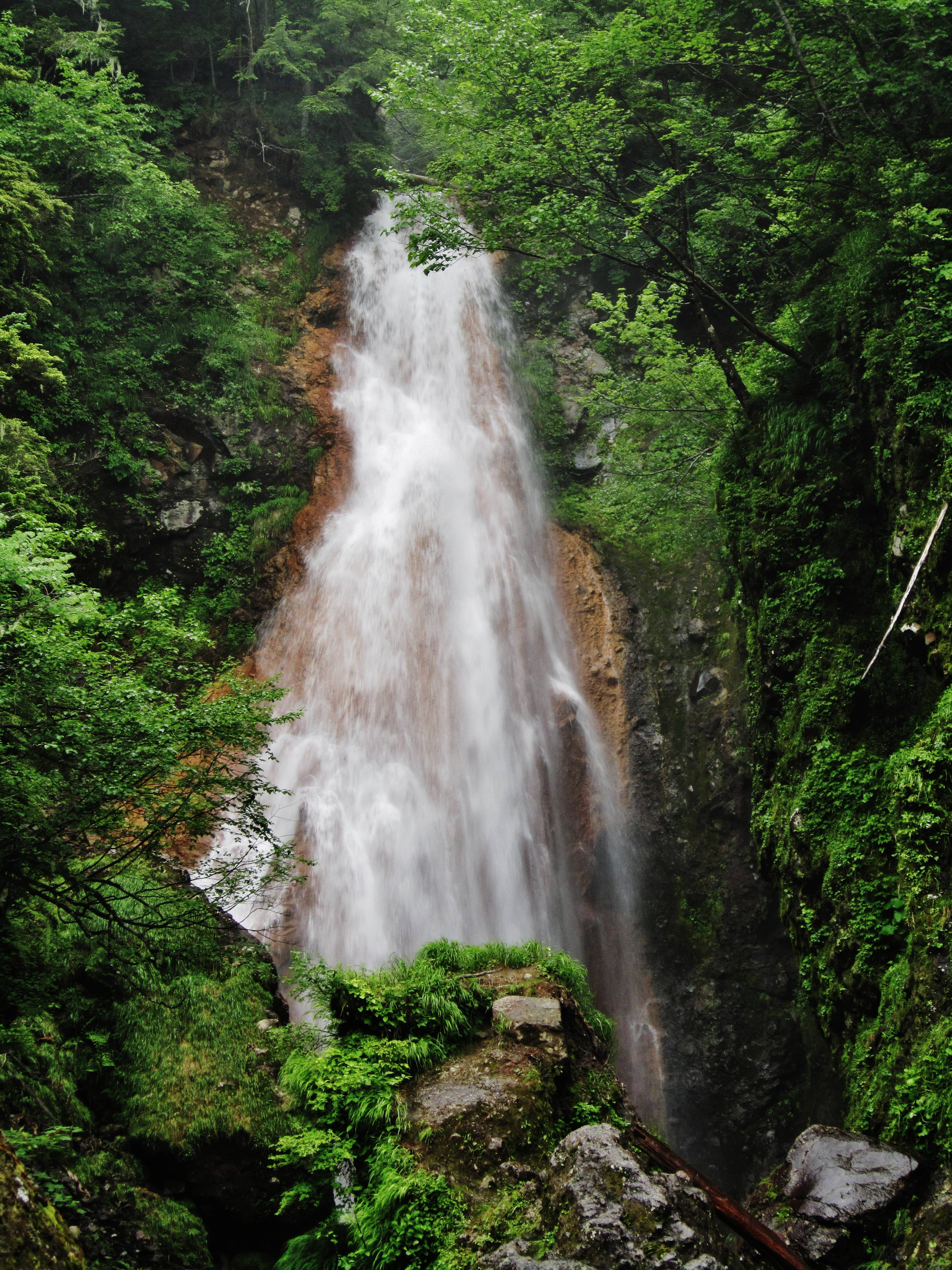
小大野川の滝
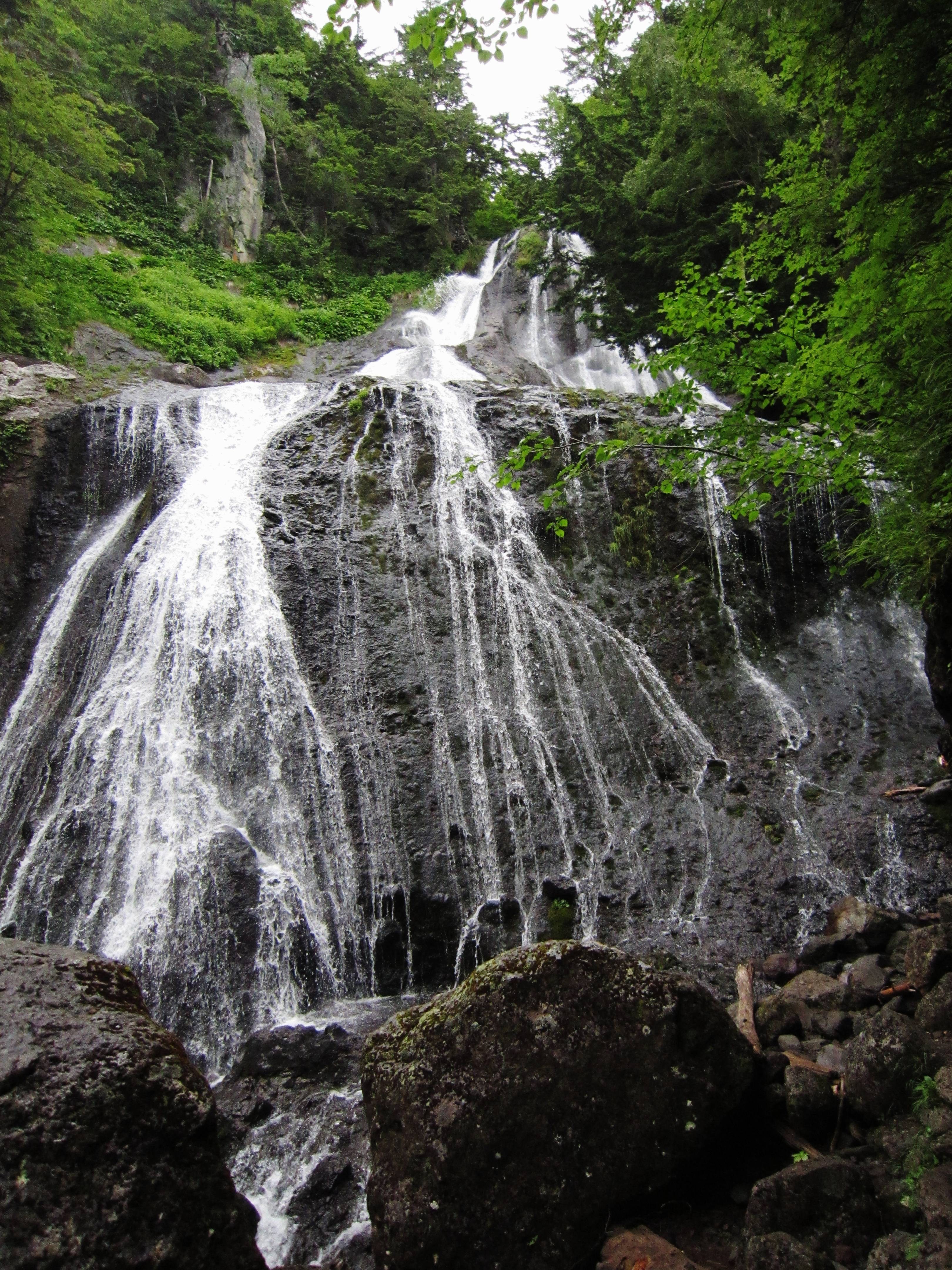
黒い沢の滝 (向かって右)
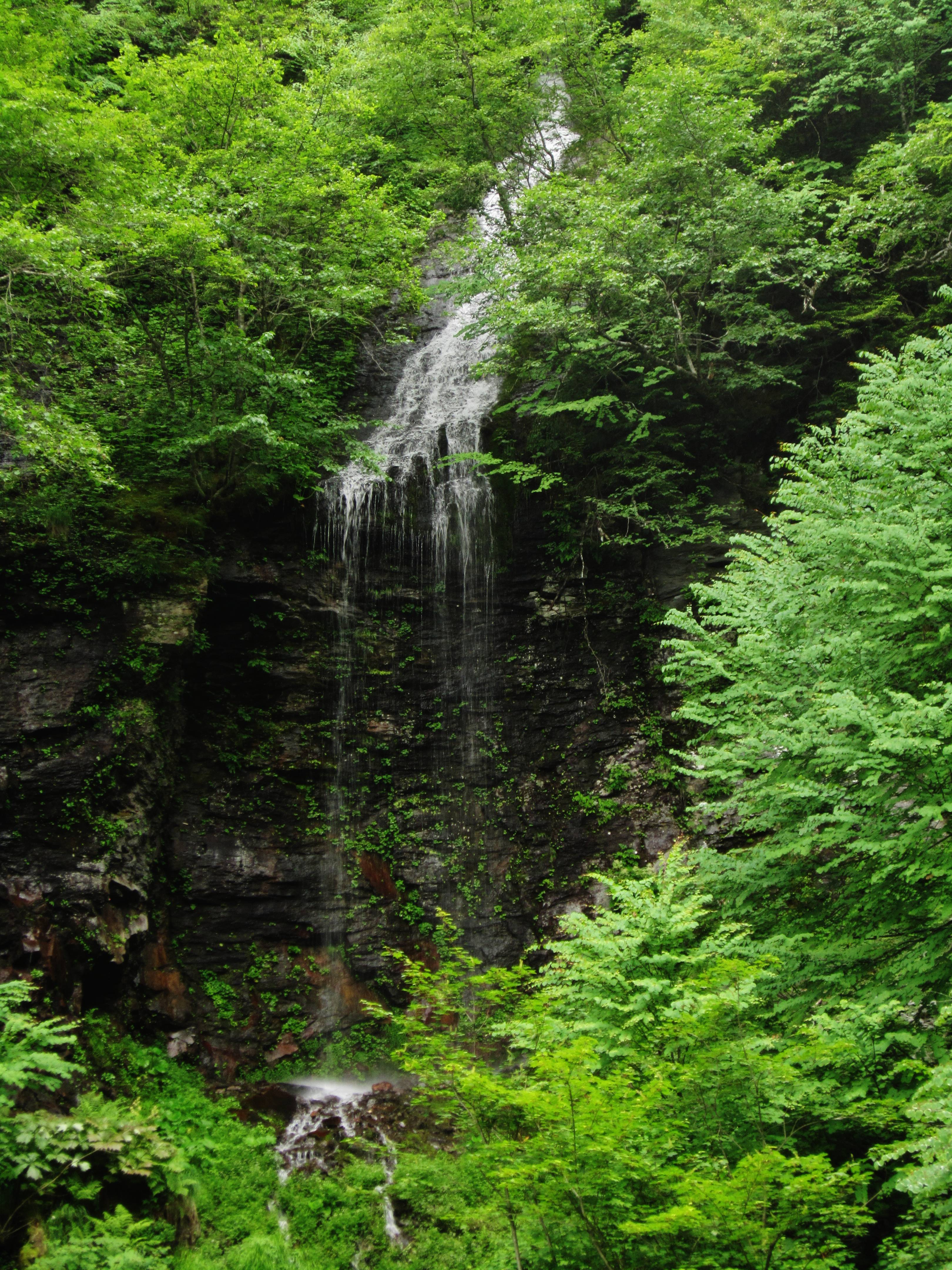
無名沢の滝 (向かって左)

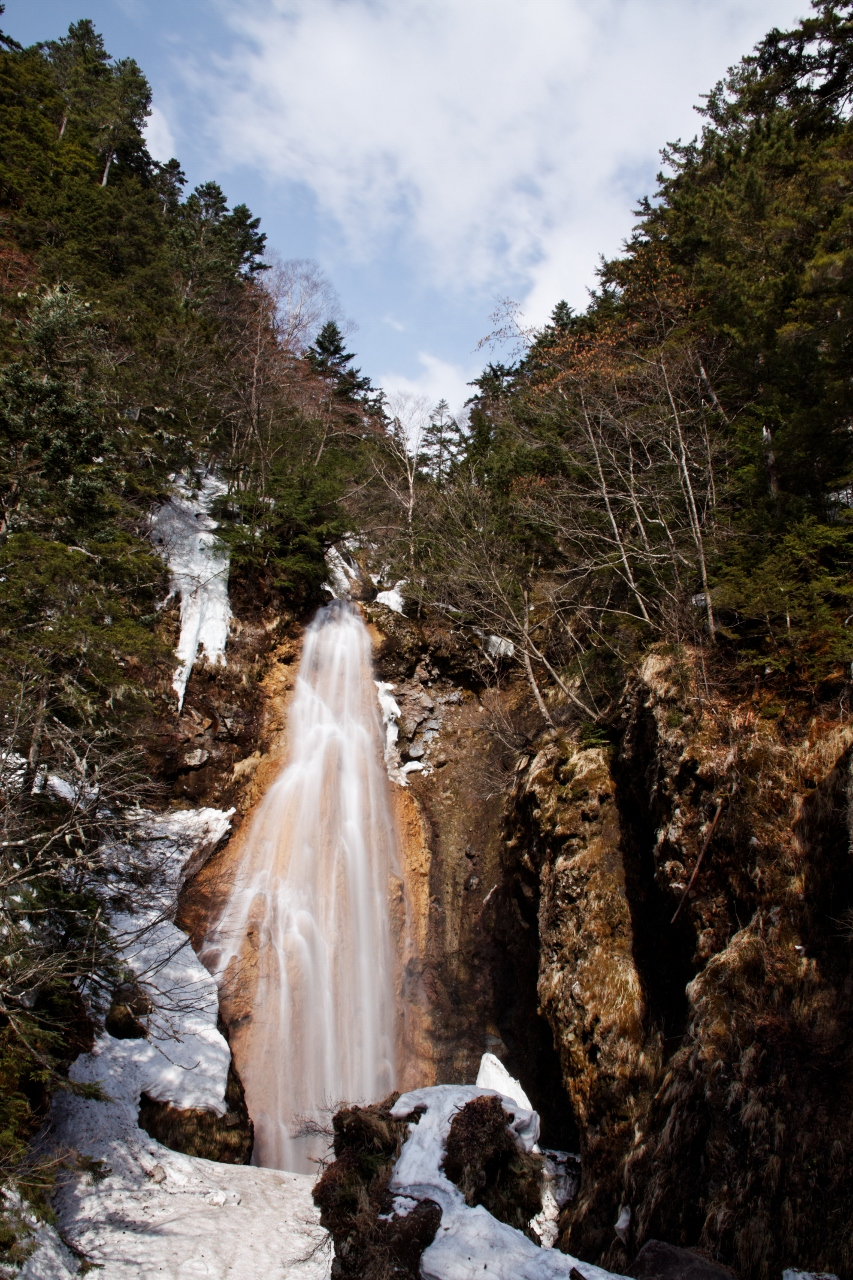
春の小大野川の滝
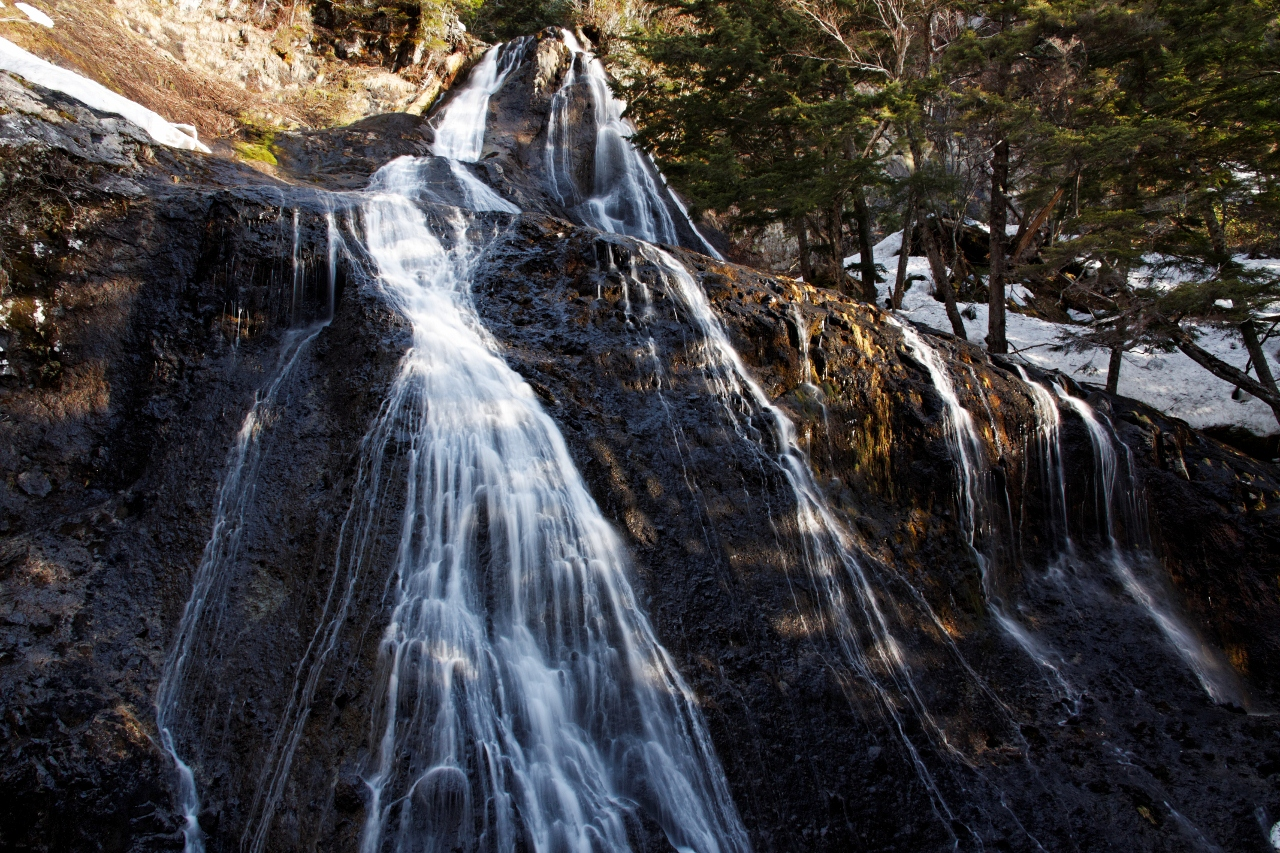
春の黒い沢の滝 (向かって右)
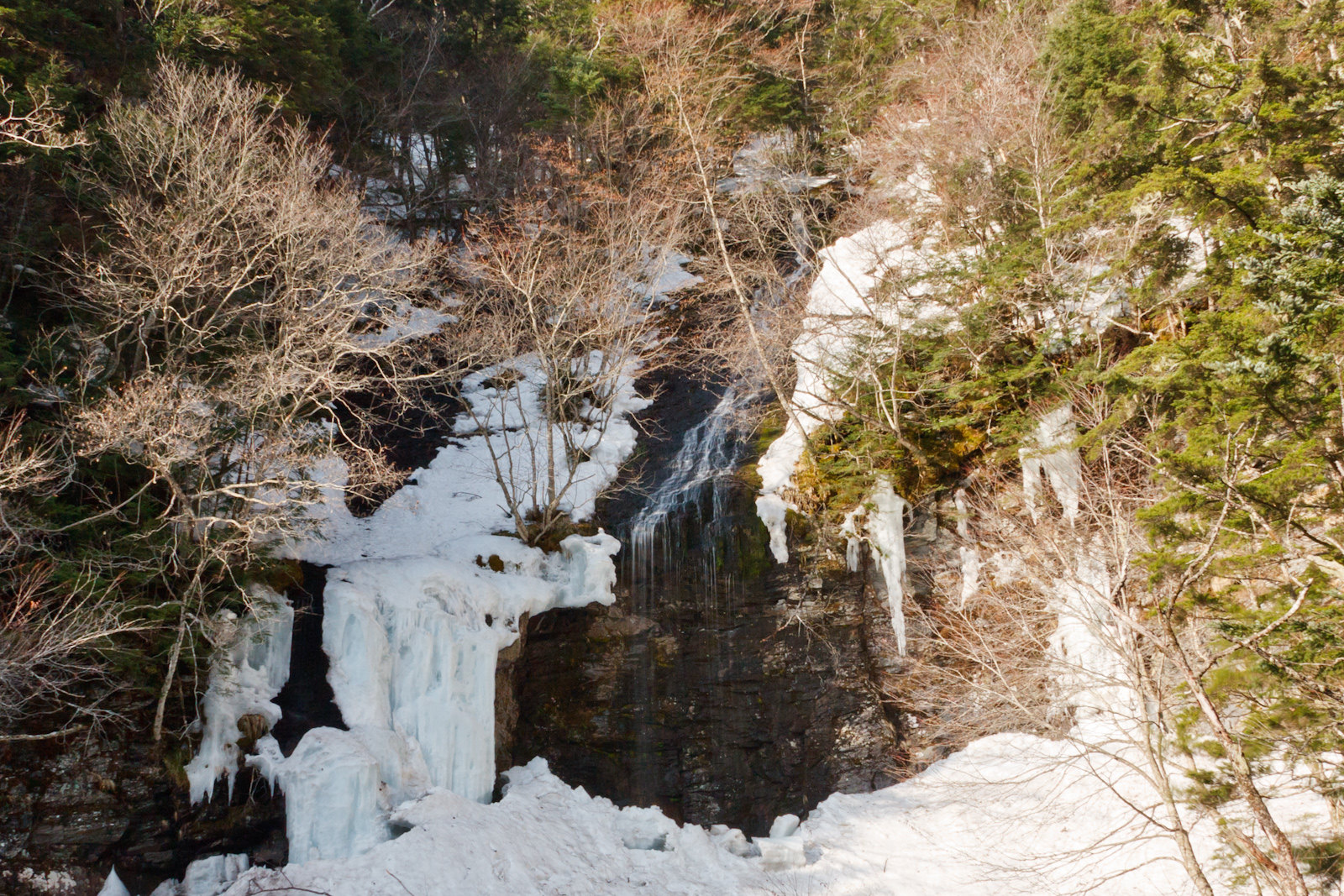
春の無名沢の滝 (向かって左)